# エイプリル・オニール
エイプリル・オニール（April O'Neil、 1987年4月7日 - ）は、アメリカ合衆国のポルノ女優。

## 経歴
アリゾナ州フェニックスで生まれ、その後ロサンゼルスに移った。パーティーでポルノ女優と知り合い、2008年にポルノ映画デビューを果たした。その際ファンであった『ティーンエイジ・ミュータント・ニンジャ・タートルズ』の登場人物から芸名を拝借した。2013年、デボラ・アンダーソンのドキュメンタリー映画『裸の告白～彼女たちの場合～』で紹介された16人のポルノ女優の内の1人として登場。バイセクシュアルであると自認している。2013年、LAウィークリーは「次代のサーシャ・グレイになり得る革新的なポルノスター10人」のリストで彼女を10位にランクした。
LAウィークリーによると、彼女の芸名は「個性的でサブカル好きのポルノスター」として彼女をブランド化するのに役立った。オタクのお気に入りである彼女は、『リバーデイル』、『LEGO ムービー』、『フォートナイト』などの大衆向け映像作品やゲームのポルノ版パロディーを定期的に監督・出演している。
オニールは2008年にTumblrアカウントを使用して主にドクター・フーのミームを投稿し、その後ヌード作品を投稿するようになった。彼女は自分の悪評はこれらの投稿が原因だと信じていた。Tumblrがアダルトコンテンツのアカウントを検閲し始めた時には、彼女は既に女優としてのキャリアを確立していたので他のプラットフォームに移った。
オニールは熱心なピンボールプレーヤーであり、定期的にロサンゼルスのアーケードでリーグ戦に参加している。

## 受賞とノミネーション
| 年   | 賞          | 結果       | 部門                                                                                             | 作品                         |
| ---- | ----------- | ---------- | ------------------------------------------------------------------------------------------------ | ---------------------------- |
| 2011 | XBIZ賞      | ノミネート | New Starlet of the Year                                                                          | N/A                          |
| 2012 | AVNアワード | ノミネート | Best Boy/Girl Sex Scene (ジェームズ・ディーンと)                                                 | Legs Up Hose Down            |
| 2012 | AVNアワード | ノミネート | Best Tease Performance                                                                           | Legs Up Hose Down            |
| 2013 | AVNアワード | ノミネート | Best All-Girl Group Sex Scene (アッシュ・ハリウッド、アンバー・レインと)                         | Buffy the Vampire Slayer XXX |
| 2013 | AVNアワード | 受賞       | Twitter Queen (Fan Award)                                                                        | N/A                          |
| 2013 | XBIZ賞      | ノミネート | Best Supporting Actress                                                                          | The Godfather XXX            |
| 2013 | XBIZ賞      | ノミネート | Best Scene – Parody Release (トミー・ピストルと)                                                 | The Godfather XXX            |
| 2013 | XBIZ賞      | ノミネート | Best Scene – All-Girl (Best All-Girl Group Sex Scene) (アッシュ・ハリウッド、アンバー・レインと) | Buffy the Vampire Slayer XXX |
| 2014 | AVNアワード | ノミネート | Best Three-Way Sex Scene (G/G/B) (ダニ・ダニエルズ、エリック・エヴァーハードと)                  | Chance Encounters            |
| 2014 | XBIZ賞      | ノミネート | Best Scene – Couples-Themed Release (ダニ・ダニエルズ、エリック・エヴァーハードと)               | Chance Encounters            |
| 2014 | XBIZ賞      | 受賞       | Girl/Girl Performer of the Year                                                                  | N/A                          |

## 出演作品
- 2011年: 『ポロン／PRON』 (Pron: The XXX Parody) - Cookie
- 2011年: 『スマター・トレック／ネクスト・ジェネレーション』 (Star Trek: The Next Generation - A XXX Parody) - Deanna Troi